# Achyranthes nodosa
Achyranthes nodosa är en amarantväxtart som beskrevs av Vahl. Achyranthes nodosa ingår i släktet Achyranthes och familjen amarantväxter. Inga underarter finns listade i Catalogue of Life.